# Lista de primeiras-damas do estado do Paraná
Esta é a lista que reúne as primeiras-damas e os primeiros-cavalheiros do estado do Paraná.
O termo é usado pelo cônjuge do(a) governador(a) do Paraná quando este(a) está exercendo os plenos direitos do cargo. Em uma ocasião especial, o título pode ser aplicado a outra pessoa, quando o(a) governador(a) é solteiro(a) ou viúvo(a). A atual primeira-dama é Luciana Saito Massa, esposa do 57.º governador paranaense Ratinho Júnior.
| Nº                                          | Nome                                        | Imagem                                      | Início do mandato       | Fim do mandato          | Governador(a)                                | Notas e Referências               |
| ------------------------------------------- | ------------------------------------------- | ------------------------------------------- | ----------------------- | ----------------------- | -------------------------------------------- | --------------------------------- |
| 1                                           | Praxedes Christina de Freitas               |                                             | 17 de novembro de 1889  | 4 de dezembro de 1889   | Francisco Cardoso Júnior                     |                                   |
| 2                                           | Maria Pereira Guimarães                     |                                             | 4 de dezembro de 1889   | 18 de fevereiro de 1890 | José Marques Guimarães                       |                                   |
| 3                                           | Clotilde Glicério de Freitas                |                                             | 18 de fevereiro de 1890 | 4 de março de 1890      | Herculano de Freitas                         |                                   |
| 4                                           | Manoela Urbana de Queiroz Lobo              |                                             | 4 de março de 1890      | 28 de julho de 1890     | Américo Lobo                                 |                                   |
| 5                                           | Maria Belém da Silva Bueno                  |                                             | 28 de julho de 1890     | 28 de agosto de 1890    | Joaquim Monteiro                             |                                   |
| 6                                           | Armandina Eulina Savard de Saint Brisson    |                                             | 28 de agosto de 1890    | 3 de novembro de 1890   | Serzedelo Correia                            |                                   |
| 7                                           | Maria Belém da Silva Bueno                  |                                             | 3 de novembro de 1890   | 27 de dezembro de 1890  | Joaquim Monteiro                             |                                   |
| 8                                           | Ana da Conceicao Jansen                     |                                             | 27 de dezembro de 1890  | 3 de junho de 1891      | José Aguiar Lima                             |                                   |
| 9                                           | Ana Joaquina de Paula Santos                |                                             | 3 de junho de 1891      | 29 de novembro de 1891  | Generoso Marques dos Santos                  |                                   |
| Vago; junta governativa paranaense de 1892. | Vago; junta governativa paranaense de 1892. | Vago; junta governativa paranaense de 1892. | 29 de novembro de 1891  | 25 de fevereiro de 1892 | Roberto Ferreira Bento Lins Joaquim Monteiro |                                   |
| não encontrado.                             | não encontrado.                             | não encontrado.                             | 25 de fevereiro de 1892 | 12 de abril de 1893     | Francisco Xavier da Silva                    |                                   |
| 10                                          | Helena de Loyola de Machado Lima            |                                             | 12 de abril de 1893     | 1º de janeiro de 1894   | Vicente Machado                              |                                   |
| 11                                          | Maria Rosa de Araújo Soares                 |                                             | 1 de janeiro de 1894    | 21 de janeiro de 1894   | Teófilo Soares Gomes                         |                                   |
| 12                                          | Delfina Machado Leal                        |                                             | 21 de janeiro de 1894   | 24 de março de 1894     | João Menezes Dória                           |                                   |
| Vago; o governador era viúvo.               | Vago; o governador era viúvo.               | Vago; o governador era viúvo.               | 24 de março de 1894     | 3 de abril de 1894      | Francisco Cardoso Júnior                     |                                   |
| 13                                          | Helena Augusta Teixeira de Lima             |                                             | 3 de abril de 1894      | abril/maio de 1894      | Tertuliano Teixeira de Freitas               |                                   |
| 14                                          | Maria Marques Ferreira Braga                |                                             | abril/maio de 1894      | abril/maio de 1894      | José Ferreira Braga                          |                                   |
| 15                                          | Helena de Loyola de Machado Lima            |                                             | maio de 1894            | maio/junho de 1894      | Vicente Machado                              |                                   |
| não encontrado.                             | não encontrado.                             | não encontrado.                             | maio/junho de 1894      | 25 de fevereiro de 1896 | Francisco Xavier da Silva                    |                                   |
| 16                                          | Ana Martins da Cruz                         |                                             | 25 de fevereiro de 1896 | 3 de abril de 1899      | Santos Andrade                               |                                   |
| Vago; o governador era viúvo.               | Vago; o governador era viúvo.               | Vago; o governador era viúvo.               | 3 de abril de 1899      | 10 de maio de 1899      | José Bernardino Bormann                      |                                   |
| 17                                          | Ana Martins da Cruz                         |                                             | 10 de maio de 1899      | 25 de fevereiro de 1900 | Santos Andrade                               |                                   |
| não encontrado.                             | não encontrado.                             | não encontrado.                             | 25 de fevereiro de 1900 | 25 de fevereiro de 1904 | Francisco Xavier da Silva                    |                                   |
| 18                                          | Helena de Loyola de Machado Lima            |                                             | 25 de fevereiro de 1904 | 13 de abril de 1906     | Vicente Machado                              |                                   |
| 19                                          | Josefa do Amaral Ferreira                   |                                             | 13 de abril de 1906     | 21 de julho de 1907     | João Cândido Ferreira                        |                                   |
| 20                                          | Maria Belém da Silva Bueno                  |                                             | 21 de julho de 1907     | 25 de fevereiro de 1908 | Joaquim Monteiro                             |                                   |
| 21                                          | Cecilia Araripe Tomé da Silva               |                                             | 25 de fevereiro de 1908 | 26 de abril de 1908     | Alencar Guimarães                            |                                   |
| não encontrado.                             | não encontrado.                             | não encontrado.                             | 26 de abril de 1908     | 25 de fevereiro de 1912 | Francisco Xavier da Silva                    |                                   |
| 22                                          | Francisca Candida Munhoz                    |                                             | 25 de fevereiro de 1912 | 25 de fevereiro de 1916 | Carlos Cavalcanti                            |                                   |
| 23                                          | Etelvina Pinto Rebello                      |                                             | 25 de fevereiro de 1916 | 25 de fevereiro de 1920 | Affonso Camargo                              |                                   |
| 24                                          | Olga Carneiro de Souza                      |                                             | 25 de fevereiro de 1920 | 29 de janeiro de 1921   | Caetano Munhoz da Rocha                      |                                   |
| Vago; o governador era viúvo.               | Vago; o governador era viúvo.               | Vago; o governador era viúvo.               | 29 de janeiro de 1921   | 8 de dezembro de 1921   | Caetano Munhoz da Rocha                      |                                   |
| 25                                          | Domitila Almeida Munhoz da Rocha            |                                             | 8 de dezembro de 1921   | agosto de 1923          | Caetano Munhoz da Rocha                      |                                   |
| Vago; o governador era viúvo.               | Vago; o governador era viúvo.               | Vago; o governador era viúvo.               | agosto de 1923          | 19 de janeiro de 1924   | Caetano Munhoz da Rocha                      |                                   |
| 26                                          | Sylvia de Lacerda Braga                     |                                             | 19 de janeiro de 1924   | 25 de fevereiro de 1928 | Caetano Munhoz da Rocha                      |                                   |
| 27                                          | Etelvina Pinto Rebello                      |                                             | 25 de fevereiro de 1928 | 5 de outubro de 1930    | Affonso Camargo                              |                                   |
| 28                                          | Leopoldina Marques Rebello                  |                                             | 5 de outubro de 1930    | 29 de dezembro de 1931  | Mário Tourinho                               |                                   |
| 29                                          | Laura Gutierrez Beltrão                     |                                             | 29 de dezembro de 1931  | 30 de janeiro de 1932   | João Perneta                                 |                                   |
| 30                                          | Zeolinda Fonseca Ribas                      |                                             | 30 de janeiro de 1932   | 3 de novembro de 1945   | Manuel Ribas                                 |                                   |
| 31                                          | Anna Azevedo de Macedo                      |                                             | 3 de novembro de 1945   | 25 de fevereiro de 1946 | Clotário de Macedo Portugal                  |                                   |
| 32                                          | Suzana Maria Icart                          |                                             | 25 de fevereiro de 1946 | 6 de outubro de 1946    | Brasil Pinheiro Machado                      |                                   |
| 33                                          | Júlia Campos e Rosi Costa                   |                                             | 7 de outubro de 1946    | 6 de fevereiro de 1947  | Mário Gomes                                  |                                   |
| 34                                          | Rosa de Vasconcellos Chaves                 |                                             | 6 de fevereiro de 1947  | 12 de março de 1947     | Antônio de Carvalho Chaves                   |                                   |
| 35                                          | Herminia Rolim Lupion                       |                                             | 12 de março de 1947     | 31 de janeiro de 1951   | Moisés Lupion                                |                                   |
| 36                                          | Flora Munhoz da Rocha                       |                                             | 31 de janeiro de 1951   | 3 de abril de 1955      | Bento Munhoz da Rocha                        |                                   |
| 37                                          | Jacira Martins Annibelli                    |                                             | 3 de abril de 1955      | 1º de maio de 1955      | Antônio Annibelli                            |                                   |
| 38                                          | Rosa Vauthier de Macedo                     |                                             | 1º de maio de 1955      | 31 de janeiro de 1956   | Adolfo Franco                                |                                   |
| 39                                          | Herminia Rolim Lupion                       |                                             | 31 de janeiro de 1956   | 31 de janeiro de 1961   | Moisés Lupion                                |                                   |
| 40                                          | Maria José Munhoz da Rocha                  |                                             | 31 de janeiro de 1961   | 17 de novembro de 1965  | Ney Braga                                    |                                   |
| 41                                          | Gilka Charlier Rüppel                       |                                             | 17 de novembro de 1965  | 20 de novembro de 1965  | Antônio Ferreira Rüppel                      |                                   |
| 42                                          | Altina Cunha Guimarães                      |                                             | 20 de novembro de 1965  | 31 de janeiro de 1966   | Algacyr Guimarães                            |                                   |
| 43                                          | Yvone Lunardelli Pimentel                   |                                             | 31 de janeiro de 1966   | 15 de março de 1971     | Paulo Pimentel                               |                                   |
| 44                                          | Helena Gama de Miranda Leon Peres           |                                             | 15 de março de 1971     | 23 de novembro de 1971  | Haroldo Leon Peres                           |                                   |
| 45                                          | Egypcialinda Velloso Parigot de Souza       |                                             | 23 de novembro de 1971  | 11 de julho de 1973     | Pedro Parigot de Souza                       |                                   |
| 46                                          | Madalena Mansur                             |                                             | 11 de julho de 1973     | 11 de agosto de 1973    | João Mansur                                  |                                   |
| Vago; o governador era solteiro.            | Vago; o governador era solteiro.            | Vago; o governador era solteiro.            | 11 de agosto de 1973    | 15 de março de 1975     | Emílio Hoffmann Gomes                        |                                   |
| 47                                          | Lourdes Canet                               |                                             | 15 de março de 1975     | 15 de março de 1979     | Jaime Canet Júnior                           | [ 2 ]                             |
| 48                                          | Maria José Munhoz da Rocha                  |                                             | 15 de março de 1979     | 14 de maio de 1982      | Ney Braga                                    |                                   |
| 49                                          | Adelina Castaldi de Novaes                  |                                             | 14 de maio de 1982      | 15 de março de 1983     | José Hosken de Novaes                        | [ 3 ]                             |
| 50                                          | Arlete Vilela Richa                         |                                             | 15 de março de 1983     | 9 de maio de 1986       | José Richa                                   | [ 4 ] [ 5 ]                       |
| 51                                          | Regina Martelli                             |                                             | 9 de maio de 1986       | 15 de março de 1987     | João Elísio Ferraz de Campos                 |                                   |
| 52                                          | Débora Dias                                 |                                             | 15 de março de 1987     | 15 de março de 1991     | Alvaro Dias                                  | [ 6 ]                             |
| 53                                          | Maristela Quarenghi de Mello e Silva        |                                             | 15 de março de 1991     | 2 de abril de 1994      | Roberto Requião                              | [ 7 ] [ 8 ]                       |
| 54                                          | Marlene Salete Casagrande Pereira           |                                             | 2 de abril de 1994      | 1 de janeiro de 1995    | Mário Pereira                                |                                   |
| 55                                          | Fani Lerner                                 |                                             | 1 de janeiro de 1995    | 1 de janeiro de 2003    | Jaime Lerner                                 | [ 9 ]                             |
| 56                                          | Maristela Quarenghi de Mello e Silva        |                                             | 1 de janeiro de 2003    | 4 de setembro de 2006   | Roberto Requião                              | [ 7 ] [ 8 ]                       |
| 57                                          | Ana Maria Martins Brandão                   |                                             | 4 de setembro de 2006   | 1º de janeiro de 2007   | Hermas Brandão                               |                                   |
| 58                                          | Maristela Quarenghi de Mello e Silva        |                                             | 1 de janeiro de 2007    | 1 de abril de 2010      | Roberto Requião                              | [ 7 ] [ 8 ]                       |
| 59                                          | Regina Pessuti                              |                                             | 1 de abril de 2010      | 1 de janeiro de 2011    | Orlando Pessuti                              | [ 10 ] [ 11 ]                     |
| 60                                          | Fernanda Richa                              |                                             | 1 de janeiro de 2011    | 6 de abril de 2018      | Beto Richa                                   | [ 12 ] [ 13 ]                     |
| ―                                           | Ricardo Barros                              |                                             | 6 de abril de 2018      | 1 de janeiro de 2019    | Cida Borghetti                               | 1.º Primeiro-cavalheiro do Paraná |
| 61                                          | Luciana Saito Massa                         |                                             | 1 de janeiro de 2019    | até a atualidade        | Ratinho Júnior                               | [ 14 ]                            |